# Puccinia eritraeensis
Puccinia eritraeensis ist eine Ständerpilzart aus der Ordnung der Rostpilze (Pucciniales). Der Pilz ist ein Endoparasit von Süßgräsern des Tribus Andropogoneae. Symptome des Befalls durch die Art sind Rostflecken und Pusteln auf den Blattoberflächen der Wirtspflanzen. Sie ist ein pantropisch verbreitet.

## Merkmale

### Makroskopische Merkmale
Puccinia eritraeensis ist mit bloßem Auge nur anhand der auf der Oberfläche des Wirtes hervortretenden Sporenlager zu erkennen. Sie wachsen in Nestern, die als gelbliche bis braune Flecken und Pusteln auf den Blattoberflächen erscheinen.

### Mikroskopische Merkmale
Das Myzel von Puccinia eritraeensis wächst wie bei allen Puccinia-Arten interzellulär und bildet Saugfäden, die in das Speichergewebe des Wirtes wachsen. Aecien oder Spermogonien der Art sind nicht bekannt. Die zimtbraunen Uredien des Pilzes wachsen meist unterseitig auf den Blattoberflächen der Wirtspflanze. Ihre ebenfalls zimtbraunen Uredosporen sind oval bis fast kugelig, 24–32 × 20–25 µm groß und fein stachelwarzig. Die Telien der Art wachsen blattunterseitig und sind schwarzbraun, unbedeckt und kompakt. Die haselnussbraunen Teliosporen sind zweizellig, in der Regel ellipsoid oder breitellipsoid und 33–40 × 20–27 µm groß; ihre Stiele sind hyalin oder gelblich und bis zu 90 µm lang.

## Verbreitung
Das bekannte Verbreitungsgebiet von Puccinia eritraeensis reicht von Afrika bis nach Australien und umfasst zudem Honduras.

## Ökologie
Die Wirtspflanzen von Puccinia eritraeensis sind Süßgräser des Tribus Andropogoneae. Der Pilz ernährt sich von den im Speichergewebe der Pflanzen vorhandenen Nährstoffen, seine Sporenlager brechen später durch die Blattoberfläche und setzen Sporen frei. Die Art verfügt über einen Entwicklungszyklus, von dem bislang lediglich Uredien sowie deren Wirt bekannt sind; Telien, Spermogonien und Aecien konnten dem Pilz nicht zugeordnet werden.